# 유부네촌
유부네촌(일본어: 湯船村)은 일본 교토부 소라쿠군에 설치되었던 촌이다. 현재의 와즈카정에 해당한다.